# Eleições autárquicas portuguesas de 2005 na Madeira
| Eleições autárquicas portuguesas de 2005 Distritos: Aveiro \| Beja \| Braga \| Bragança \| Castelo Branco \| Coimbra \| Évora \| Faro \| Guarda \| Leiria \| Lisboa \| Portalegre \| Porto \| Santarém \| Setúbal \| Viana do Castelo \| Vila Real \| Viseu \| Açores \| Madeira |

## Resultados por Concelho
Os resultados nos Concelhos da Região Autónoma da Madeira foram os seguintes:

### Calheta
| Partido                 | Partido                        | Votos  | %               | +/-  | Vereadores | +/-     |
| ----------------------- | ------------------------------ | ------ | --------------- | ---- | ---------- | ------- |
|                         | Partido Social Democrata       | 4 587  | 63,39 / 100,00  | 1,60 | 5 / 7      | Estável |
|                         | Partido Popular                | 1 777  | 24,56 / 100,00  | -    | 2 / 7      | -       |
|                         | Partido Socialista             | 519    | 7,17 / 100,00   | -    | 0 / 7      | -       |
|                         | Coligação Democrática Unitária | 82     | 1,13 / 100,00   | 0,04 | 0 / 7      | Estável |
|                         | Bloco de Esquerda              | 66     | 0,91 / 100,00   | -    | 0 / 7      | -       |
| Votos Inválidos         | Votos Inválidos                | 205    | 2,84 / 100,00   | 0,23 |            |         |
| Total                   | Total                          | 7 236  | 100,00 / 100,00 |      | 7 / 7      |         |
| Eleitorado/Participação | Eleitorado/Participação        | 11 161 | 64,83 / 100,00  | 0,81 |            |         |

### Câmara de Lobos
| Partido                 | Partido                        | Votos  | %               | +/-  | Vereadores | +/-     |
| ----------------------- | ------------------------------ | ------ | --------------- | ---- | ---------- | ------- |
|                         | Partido Social Democrata       | 9 600  | 61,36 / 100,00  | 2,97 | 6 / 7      | Estável |
|                         | Partido Socialista             | 2 764  | 17,67 / 100,00  | 2,33 | 1 / 7      | Estável |
|                         | Partido Popular                | 1 082  | 6,92 / 100,00   | 0,81 | 0 / 7      | Estável |
|                         | Coligação Democrática Unitária | 1 015  | 6,49 / 100,00   | 2,85 | 0 / 7      | Estável |
|                         | Bloco de Esquerda              | 503    | 3,21 / 100,00   | -    | 0 / 7      | -       |
| Votos Inválidos         | Votos Inválidos                | 682    | 4,36 / 100,00   | 0,91 |            |         |
| Total                   | Total                          | 15 646 | 100,00 / 100,00 |      | 7 / 7      |         |
| Eleitorado/Participação | Eleitorado/Participação        | 27 072 | 57,79 / 100,00  | 4,21 |            |         |

### Funchal
| Partido                 | Partido                        | Votos   | %               | +/-  | Vereadores | +/-     |
| ----------------------- | ------------------------------ | ------- | --------------- | ---- | ---------- | ------- |
|                         | Partido Social Democrata       | 29 210  | 50,23 / 100,00  | 5,49 | 6 / 11     | Estável |
|                         | Partido Socialista             | 14 627  | 25,15 / 100,00  | -    | 3 / 11     | -       |
|                         | Coligação Democrática Unitária | 4 844   | 8,33 / 100,00   | 1,91 | 1 / 11     | 1       |
|                         | Partido Popular                | 4 534   | 7,80 / 100,00   | -    | 1 / 11     | -       |
|                         | Bloco de Esquerda              | 2 919   | 5,02 / 100,00   | -    | 0 / 11     | -       |
| Votos Inválidos         | Votos Inválidos                | 2 017   | 3,45 / 100,00   | 0,03 |            |         |
| Total                   | Total                          | 58 151  | 100,00 / 100,00 |      | 11 / 11    | 2       |
| Eleitorado/Participação | Eleitorado/Participação        | 100 618 | 57,79 / 100,00  | 3,45 |            |         |

### Machico
| Partido                 | Partido                        | Votos  | %               | +/-  | Vereadores | +/-     |
| ----------------------- | ------------------------------ | ------ | --------------- | ---- | ---------- | ------- |
|                         | Partido Social Democrata       | 7 111  | 57,57 / 100,00  | 5,00 | 4 / 7      | Estável |
|                         | Partido Socialista             | 4 584  | 37,11 / 100,00  | 6,18 | 3 / 7      | Estável |
|                         | Coligação Democrática Unitária | 122    | 0,99 / 100,00   | 0,39 | 0 / 7      | Estável |
|                         | Bloco de Esquerda              | 117    | 0,95 / 100,00   | -    | 0 / 7      | -       |
|                         | Partido Popular                | 110    | 0,89 / 100,00   | 0,01 | 0 / 7      | Estável |
| Votos Inválidos         | Votos Inválidos                | 308    | 2,49 / 100,00   | 0,63 |            |         |
| Total                   | Total                          | 12 352 | 100,00 / 100,00 |      | 7 / 7      |         |
| Eleitorado/Participação | Eleitorado/Participação        | 19 896 | 62,08 / 100,00  | 5,42 |            |         |

### Ponta do Sol
| Partido                 | Partido                        | Votos | %               | +/-  | Vereadores | +/-     |
| ----------------------- | ------------------------------ | ----- | --------------- | ---- | ---------- | ------- |
|                         | Partido Social Democrata       | 2 696 | 48,64 / 100,00  | 9,71 | 3 / 5      | Estável |
|                         | Partido Socialista             | 2 556 | 46,11 / 100,00  | -    | 2 / 5      | -       |
|                         | Partido Popular                | 128   | 2,31 / 100,00   | -    | 0 / 5      | -       |
|                         | Bloco de Esquerda              | 41    | 0,74 / 100,00   | -    | 0 / 5      | -       |
|                         | Coligação Democrática Unitária | 34    | 0,61 / 100,00   | -    | 0 / 5      | -       |
| Votos Inválidos         | Votos Inválidos                | 88    | 1,59 / 100,00   | 0,27 |            |         |
| Total                   | Total                          | 5 543 | 100,00 / 100,00 |      | 5 / 5      |         |
| Eleitorado/Participação | Eleitorado/Participação        | 8 091 | 68,51 / 100,00  | 1,55 |            |         |

### Porto Moniz
| Partido                 | Partido                        | Votos | %               | +/-  | Vereadores | +/-     |
| ----------------------- | ------------------------------ | ----- | --------------- | ---- | ---------- | ------- |
|                         | Partido Social Democrata       | 1 165 | 50,92 / 100,00  | 7,19 | 3 / 5      | Estável |
|                         | Partido Socialista             | 1 028 | 44,93 / 100,00  | -    | 2 / 5      | -       |
|                         | Partido Popular                | 37    | 1,62 / 100,00   | -    | 0 / 5      | -       |
|                         | Coligação Democrática Unitária | 9     | 0,39 / 100,00   | 1,24 | 0 / 5      | Estável |
|                         | Bloco de Esquerda              | 2     | 0,09 / 100,00   | -    | 0 / 5      | -       |
| Votos Inválidos         | Votos Inválidos                | 47    | 2,06 / 100,00   | 1,20 |            |         |
| Total                   | Total                          | 2 288 | 100,00 / 100,00 |      | 5 / 5      |         |
| Eleitorado/Participação | Eleitorado/Participação        | 3 167 | 72,25 / 100,00  | 0,39 |            |         |

### Porto Santo
| Partido                 | Partido                        | Votos | %               | +/-  | Vereadores | +/-     |
| ----------------------- | ------------------------------ | ----- | --------------- | ---- | ---------- | ------- |
|                         | Partido Social Democrata       | 2 313 | 73,24 / 100,00  | 0,27 | 4 / 5      | Estável |
|                         | Partido Socialista             | 686   | 21,72 / 100,00  | 1,31 | 1 / 5      | Estável |
|                         | Partido Popular                | 30    | 0,95 / 100,00   | 0,13 | 0 / 5      | Estável |
|                         | Bloco de Esquerda              | 24    | 0,76 / 100,00   | -    | 0 / 5      | -       |
|                         | Coligação Democrática Unitária | 21    | 0,66 / 100,00   | 0,53 | 0 / 5      | Estável |
| Votos Inválidos         | Votos Inválidos                | 84    | 2,65 / 100,00   | 0,29 |            |         |
| Total                   | Total                          | 3 158 | 100,00 / 100,00 |      | 5 / 5      |         |
| Eleitorado/Participação | Eleitorado/Participação        | 4 355 | 72,51 / 100,00  | 1,05 |            |         |

### Ribeira Brava
| Partido                 | Partido                        | Votos  | %               | +/-  | Vereadores | +/-     |
| ----------------------- | ------------------------------ | ------ | --------------- | ---- | ---------- | ------- |
|                         | Partido Social Democrata       | 5 151  | 70,28 / 100,00  | 5,47 | 6 / 7      | Estável |
|                         | Partido Socialista             | 1 211  | 16,52 / 100,00  | -    | 1 / 7      | -       |
|                         | Partido Popular                | 355    | 4,84 / 100,00   | -    | 0 / 7      | -       |
|                         | Coligação Democrática Unitária | 179    | 2,44 / 100,00   | -    | 0 / 7      | -       |
|                         | Bloco de Esquerda              | 127    | 1,73 / 100,00   | -    | 0 / 7      | -       |
| Votos Inválidos         | Votos Inválidos                | 306    | 4,18 / 100,00   | 0,26 |            |         |
| Total                   | Total                          | 7 329  | 100,00 / 100,00 |      | 7 / 7      |         |
| Eleitorado/Participação | Eleitorado/Participação        | 12 062 | 60,76 / 100,00  | 2,79 |            |         |

### Santa Cruz
| Partido                 | Partido                        | Votos  | %               | +/-   | Vereadores | +/-     |
| ----------------------- | ------------------------------ | ------ | --------------- | ----- | ---------- | ------- |
|                         | Partido Social Democrata       | 8 768  | 46,79 / 100,00  | 12,25 | 4 / 7      | 1       |
|                         | Partido Socialista             | 7 564  | 40,36 / 100,00  | -     | 3 / 7      | -       |
|                         | Partido Popular                | 632    | 3,37 / 100,00   | -     | 0 / 7      | -       |
|                         | Coligação Democrática Unitária | 610    | 3,25 / 100,00   | 0,44  | 0 / 7      | Estável |
|                         | Bloco de Esquerda              | 545    | 2,91 / 100,00   | -     | 0 / 7      | -       |
| Votos Inválidos         | Votos Inválidos                | 622    | 3,32 / 100,00   | 0,63  |            |         |
| Total                   | Total                          | 18 741 | 100,00 / 100,00 |       | 7 / 7      |         |
| Eleitorado/Participação | Eleitorado/Participação        | 28 904 | 64,84 / 100,00  | 0,28  |            |         |

### Santana
| Partido                 | Partido                        | Votos | %               | +/-  | Vereadores | +/-     |
| ----------------------- | ------------------------------ | ----- | --------------- | ---- | ---------- | ------- |
|                         | Partido Social Democrata       | 3 163 | 58,14 / 100,00  | 0,65 | 3 / 5      | Estável |
|                         | Partido Socialista             | 1 598 | 29,38 / 100,00  | -    | 2 / 5      | -       |
|                         | Partido Popular                | 292   | 5,37 / 100,00   | -    | 0 / 5      | -       |
|                         | Coligação Democrática Unitária | 86    | 1,58 / 100,00   | 0,71 | 0 / 5      | Estável |
|                         | Bloco de Esquerda              | 70    | 1,29 / 100,00   | -    | 0 / 5      | -       |
| Votos Inválidos         | Votos Inválidos                | 231   | 4,25 / 100,00   | 0,32 |            |         |
| Total                   | Total                          | 5 440 | 100,00 / 100,00 |      | 5 / 5      |         |
| Eleitorado/Participação | Eleitorado/Participação        | 8 806 | 61,78 / 100,00  | 2,24 |            |         |

### São Vicente
| Partido                 | Partido                        | Votos | %               | +/-   | Vereadores | +/-     |
| ----------------------- | ------------------------------ | ----- | --------------- | ----- | ---------- | ------- |
|                         | Partido Social Democrata       | 2 029 | 52,13 / 100,00  | 12,62 | 3 / 5      | 1       |
|                         | Partido Socialista             | 1 588 | 40,80 / 100,00  | -     | 2 / 5      | -       |
|                         | Partido Popular                | 87    | 2,24 / 100,00   | -     | 0 / 5      | -       |
|                         | Coligação Democrática Unitária | 32    | 0,82 / 100,00   | 0,87  | 0 / 5      | Estável |
|                         | Bloco de Esquerda              | 22    | 0,57 / 100,00   | -     | 0 / 5      | -       |
| Votos Inválidos         | Votos Inválidos                | 134   | 3,44 / 100,00   | 1,72  |            |         |
| Total                   | Total                          | 3 892 | 100,00 / 100,00 |       | 5 / 5      |         |
| Eleitorado/Participação | Eleitorado/Participação        | 6 260 | 62,17 / 100,00  | 5,39  |            |         |